# 吸水性
吸水性是指某些化学物质能吸收水分的性质，属于物质的物理性质。常见的具有吸水性的物质有甘油、浓硫酸、硫酸铜、五氧化二磷等。一般人们认为有机物的吸水性与其结构中羟基数目有关，并已经据此制造出有机吸水材料，例如婴儿尿布中的高吸水性树脂。